# Associação Nacional dos Produtores de Alho
A Associação Nacional dos Produtores de Alho, mais conhecida pela sigla ANAPA, é uma associação brasileira sem fins lucrativos que tem como objetivo de defender os produtores de alho nacional e capacitá-los para oferecer serviços de qualidade aos consumidores. Inicialmente, a associação foi instalada sua sede e foro no município de Curitibanos, mais tarde transferida para Brasília. A Assembleia Geral Extraordinária aprovou a ANAPA em 8 de maio de 1987. A associação surgiu nos últimos anos da década de 70 em Gouveia, pelo agrônomo Sergio Mario Regina.
Os presidentes da ANAPA foram Takashi Chonan, Bercílio da Silva, Gilmar Dallamaria e Jorge Kiryu. O atual presidente da entidade é Rafael Jorge Corsino.

## Finalidades
Segundo faz-se constar nos estatutos da ANAPA de 1987, as finalidades constatadas no seu terceiro artigo são:
- Reunir e congregar todas as Associações Estaduais de Produtores de Alho do país, visando defender os direitos e interesses de suas filiadas.[8]
- Colaborar com os Poderes Públicos no estudo e solução dos problemas que, diretamente, se relacionem com a classe.[9]
- Representar seus interesses ou de suas associadas, assistindo-os em todos os casos previstos nas leis vigentes, prestando-lhes assistência jurídica e técnica (quando solicitadas).
- Promover palestras, cursos, seminários, congressos e feiras para as associadas e convidados especiais, bem como participar (quando convidadas).[10]
- Promover por todos os meios a melhoria tecnológica e comercial da cultura dessa lilácea visando o regular e pleno abastecimento do país, através de uma sucessão solidária de safras nacionais distribuídas com racionalidade e justiça em todos os estados produtores.[11][12]
- Firmar convênios e contratos ou associar-se a outras entidades ligadas ao setor.